# Карлус
Карлус (фр. Carlus) насеље је и општина у јужној Француској у региону Миди Пирене, у департману Тарн која припада префектури Алби.
По подацима из 2011. године у општини је живело 669 становника, а густина насељености је износила 63,11 становника/km². Општина се простире на површини од 10,6 km². Налази се на средњој надморској висини од 245 метара (максималној 282 m, а минималној 164 m).

## Демографија
| 1962. | 1968. | 1975. | 1982. | 1990. | 1999. | 2011. |
| ----- | ----- | ----- | ----- | ----- | ----- | ----- |
| 328   | 334   | 319   | 584   | 580   | 547   | 669   |

График промене броја становника у току последњих година